# École nationale supérieure des arts décoratifs
École nationale supérieure des arts décoratifs (ENSAD) este o universitate din Paris. Școala este specializată în artă și design și a fost fondată în secolele al XVIII-lea și al XIX-lea.
Școala este membră a Universitatea Paris Sciences et Lettres. În acest context, participă la cursul de doctorat SACRe (Științe, Arte, Creație, Cercetare) a cărui ambiție este de a reuni artiști, creatori și oameni de știință.

## Absolvenți celebri
- John Howe, un ilustrator de cărți, care traieste în Neuchâtel, Elveția
- Charles Lebayle, un pictor și designer francez